# Rückersdorf (Kärnten)
Das Dorf Rückersdorf (slow. Rikarja vas) liegt im Süden Kärntens. Es ist heute mit seinen 159 Einwohnern der fünftgrößte Ort der Gemeinde Sittersdorf.

## Geschichte
Am 29. März 1876 wurde die Gemeinde Rückersdorf mit den Orten Rückersdorf, Lauchenholz, Möchling, Mökriach, Stein i. Jauntal, St. Veit i. Jauntal und Vellach gegründet. In der Zeit des Zweiten Weltkrieges wurde die eher ärmliche Gemeinde dann mit der Gemeinde Sittersdorf zusammengelegt. Bereits vor der Zusammenlegung der Gemeinden, wurde am 30. September 1928 die Freiwillige Feuerwehr Rückersdorf gegründet. Sie entstand aus der Sängerrunde St. Primus.

## Kirche
Die Filialkirche Capella sancti Andreae wurde bereits 1154 das erste Mal urkundlich erwähnt. Aus dieser Zeit ist nur noch das Presbyterium erhalten. Der Hauptaltar, auf dem die Statuten des Hl. Andreas und Ulrich stehen, stammt aus dem Jahre 1759. Bis 1640 war die Kirche dem Hl. Andreas geweiht. Ab 1643 wird auch der Hl. Ulrich als Patron der Kirche erwähnt.

## Sage
Da die Kirche unter anderem dem Hl. Ulrich geweiht ist, geht man davon aus, dass die Quelle auf der Südostseite der Kirche heilende Kräfte, vor allem gegen Fieberkrankheiten, besaß.

## Vereine
- Freiwillige Feuerwehr Rückersdorf
- Dorfgemeinschaft
- Sportfreunde Rückersdorf